# Bruna Colombetti-Peroncini
Bruna Giulia Colombetti-Peroncini (ur. 27 stycznia 1936 w Mediolanie, zm. 26 lipca 2008 tamże) – włoska florecistka, brązowa medalistka olimpijska i wielokrotna medalistka mistrzostw świata.
Na igrzyskach olimpijskich w Melbourne w 1956 roku zajęła ósme miejsce w zawodach indywidualnych. Na rozgrywanych cztery lata później igrzyskach olimpijskich w Rzymie Włoszki w składzie: Antonella Ragno-Lonzi, Irene Camber, Velleda Cesari, Bruna Colombetti-Peroncini i Claudia Pasini zdobyły drużynowo brązowy medal. W zawodach indywidualnych odpadła w ćwierćfinałach. Brała też udział w igrzyskach olimpijskich w Tokio w 1964 roku, zajmując szóste miejsce drużynowo i trzynaste indywidualnie.
Podczas mistrzostw świata w Luksemburgu w 1954 roku Irene Camber, Velleda Cesari, Bruna Colombetti, Vera Mantovani i Silvia Strukel zdobyły srebro w zawodach drużynowych. W tej samej konkurencji zdobyła też złoty medal na mistrzostwach świata w Paryżu (1957) oraz brązowe na mistrzostwach świata w Rzymie (1955), mistrzostwach świata w Gdańsku (1963) i mistrzostwach świata w Paryżu (1965). Ponadto wywalczyła indywidualnie srebrny medal na MŚ 1955, plasując się za Węgierką Lídią Dömölky-Sákovics.
Była ciotką Alfredo Roty.

## Osiągnięcia
Konkurencja: floret
Igrzyska olimpijskie
- drużynowo (1960)

Mistrzostwa świata
- drużynowo (1957)
- indywidualnie (1955); drużynowo (1954)
- drużynowo (1955, 1963, 1965)